# Немцов, Владимир Иванович
Влади́мир Ива́нович Немцо́в (1907—1994) — русский советский писатель-фантаст, изобретатель, популяризатор науки, публицист.

## Биография
Учился в Туле на рабфаке. Тогда же начал писать стихи, которые печатались в газете «Коммунар».
Учился в 1926—1929 годах на литературном отделении этнологического факультета МГУ, высшее образование не закончил.
Увлекался радиоэлектроникой, некоторые его конструкции и научно-популярные очерки о радиотехнике были напечатаны в радиолюбительских журналах и газетах.
Поэт и один из основатель советской школы научной организации труда А. К. Гастев пригласил его в Центральный институт труда на роль заведующего конструкторским бюро.
Потом В. И. Немцов перешёл в Военный научно-исследовательский институт связи (НИИС РККА), где стал известным конструктором и изобретателем портативных войсковых радиостанций.
Работал заведующим техотделом журнала «Радиослушатель».
Во время Великой Отечественной войны в блокадном Ленинграде налаживал выпуск радиоаппаратов для Ленинградского фронта, принимал участие в организации военного радиозавода в Баку и был назначен его главным инженером. Член КПСС с 1945 года. Член Союза писателей СССР с 1946 года.
Лауреат конкурса на лучшее художественное произведение для детей (1944). Награждён орденами Трудового Красного Знамени, Красной Звезды, медалями.

## Творчество
Первая книга фантастики — сборник рассказов «Шестое чувство» (1946). Один из видных представителей так называемой фантастики «ближнего прицела», в конце 1960-х — начале 1970-х годов — ярый противник новых веяний в советской фантастике.

## Список произведений
Избранные произведения в двух томах. М., Молодая гвардия, 1982

### Романы
- Семь цветов радуги // М.: Мол. гвардия, 1950. — 536 с.
- Счастливая звезда [Альтаир] // М.: Сов. писатель, 1955. — 527 с.
- Последний полустанок // М.: Сов. писатель, 1959. — 505 с.
- Когда приближаются дали…: Роман о реальной мечте // М.: Сов. писатель, 1975. — 256 с.

### Повести
- Огненный шар // Вокруг света, 1946, № 8-10
- Аппарат «СЛ-1» [СЛ-1] // Знание — сила, 1947, № 1-5
- Золотое дно // Техника — Молодежи, 1948, № 3-12
- Тень под землей // Три желания: Науч.-фантаст. повести — М.: Мол. гвардия, 1948. — 280 с.
- Рекорд высоты // Вокруг света, 1949, № 1-5
- Осколок Солнца // М.: Мол. гвардия, 1955. — 256 с.

### Рассказы
- Сто градусов // Техника — Молодежи, 1945, № 6
- Шестое чувство // Пионерия (Киев), 1945, № 5
- «Снегиревский эффект» // Шестое чувство — М.-Л.: Детгиз, 1946. — 80 с.
- Новая кожа // Шестое чувство — М.-Л.: Детгиз, 1946. — 80 с.
- День и ночь // Шестое чувство — М.-Л.: Детгиз, 1946. — 80 с.

### Публицистика
- Волнения, радости, надежды. Мысли о воспитании. М.: ГИПЛ, 1960.